# Maria de Fátima
Maria de Fátima Morao Travassos (Lissabon, 1961), vroeger bekend als 'Miúda da Boavista', is een belangrijke vertegenwoordigster van fado buiten Portugal. In 1981 introduceerde zij deze muziekstijl in Nederland, in 2014 vierde zij haar 40ste jubileum op het podium. Op 6 september 2016 werd zij in de naam van de Portugese president Marcelo Rebelo de Sousa onderscheiden met de Ordem do Infante D. Henrique voor haar verdienste omtrent de Portugese cultuur.

## Jong talent
Maria de Fátima werd in 1961 geboren te Lissabon. Zij groeide op in de arbeiderswijk Boavista waar de fado deel uitmaakte van het dagelijkse leven. Hier werd haar bijzonder stemgeluid al snel ontdekt en zij was pas 9 jaar oud toen de bekende fadista Armando Ribeiro liedjes voor haar begon te schrijven. In 1974 won ze de zangcompetitie Grande Noite do Fado. In de daarop volgende jaren nam zij drie singles op met de beste begeleiders van dat moment (António Chainho, Fontes Rocha, ...), zong in het befaamde Teatro Maria Vitória, trad op met legendarische artiesten als Amália Rodrigues, Fernando Mauricio, Tony de Matos, en ook met zangers van haar eigen generatie die pas later beroemd zouden worden (met name Camané en Jorge Fernando).
1978 bracht het Portugese label Movieplay de LP Miúda da Boavista uit en 1980 Meia Laranja. Beide albums deden het uitstekend op de nationale radio. Maria stopte met school om door heel Portugal en in het buitenland op te treden.

## Buitenlandse carrière
Op een van haar reizen naar Amsterdam (1981) besloot Maria de Fátima te blijven en zij woont er nog. Zij bleef altijd optreden - met name in Nederland, België, Luxemburg en Duitsland - maar pas 2001 ging Maria weer de studio in. Ze heeft sinds toen alweer 6 albums opgenomen en 2014 bracht het Nederlandse Silvox Records de compilatie O Caminho da minha Vida (boek + CD) uit ter ere van haar 40ste jubileum.

In 2004 nam Maria nog een keer in Lissabon op. Het album Alma werd geproduceerd door Helder Moutinho en muzikale leider Diogo Clemente. Magazine Heaven noemde het de 'beste Fado plaat van het jaar'.
In 2011 won Maria de Fátima de competitie Top 2000 De Covers op Nederland 1 met haar versie van Zij gelooft in mij ('Ele acredita em mim').

## Huidige projecten
De laatste jaren trad Maria geregeld op met haar mannelijke collega's Thé Lau, Fernando Lameirinhas, Miguel Ramos en stond zij met drie verschillende programma's in de Nederlandse theaters: Stella Maris met het Pavadita Tango String Quartet, De Uitdaging met Thijs Borsten en Michelle David en O Caminho da minha Vida met haar eigen groep. Deze bestaat uit: 
- Daniël Raposo (Portugal): Portugese gitaar
- Hans van Gelderen (Nederland): klassieke gitaar
- Felix Hildenbrand (Duitsland): contrabas

## Privé
Maria de Fátima woont in Amsterdam. Zij heeft twee kinderen en twee kleinkinderen.

## Discografie
- Miúda da Boavista (EP, 1973, Interdisco)
- Canta Fados Dedicados ao meu País (EP, 1974, Interdisco)
- Os Pais dos Nossos Pais (EP, 1976, Interdisco)
- A Miúda da Boavista (LP, 1978, Movieplay)
- Meia Laranja (LP, 1980, Movieplay)
- Foi Deus (2002, Phantom)
- Fado Vivo (2004, Coast to Coast)
- Alma (2006, Coast to Coast)
- Memorias do Fado (2009, Coast to Coast)
- LIVE (2010, Right Notes)
- O Vento Mudou (2012, Silvox)
- O Caminho da minha Vida (2014, Silvox)

- Biblioteca Nacional de España: XX5092992
- Gemeinsame Normdatei: 1060700522
- International Standard Name Identifier: 0000 0001 2089 7351
- MusicBrainz: 08472e99-2682-4c38-944f-956170941847
- Virtual International Authority File: 172003436
- WorldCat: E39PBJmTkbvP6FP8XcqDVxCYT3